# Mariano Piccoli
Mariano Piccoli (* 11. September 1970 in Trient) ist ein ehemaliger italienischer Radrennfahrer.

## Werdegang
Angeregt von seinem Vater, der als Amateur selbst Rennen fuhr, trat Piccoli begann mit sieben Jahren mit dem Straßenradsport. Sein erstes Rennen gewann er als 16 Jahre alt war in einer von seinem Vater geleiteten Rennteam. In seinem ersten Jahr in der Juniorenklasse gewann er vier Rennen, darunter die Juniorenmeisterschaft der Provinz Trient. Im zweiten Jahr gewann er neun Rennen, darunter auch sein erstes internationales Rennen. Von 1989 bis 1991 gewann er als Amateur 13 Rennen.
1992 begann er seinen Einstand als Profi bei Zalf Fior wechselte aber bereits im August 1992 zum Team Mercantone-Uno. Seine größten Erfolge feierte der 1,72 m große Kletterer vor allem in seiner Heimat beim Giro d’Italia. Hier konnte er zweimal in Folge (1995, 1996) das Grüne Trikot als Sieger der Bergwertung gewinnen. Zudem gewann er im Jahre 1998 die Punktewertung des Giros. 1999 nahm er an allen drei großen Landesrundfahrten Tour de France, Giro d’Italia und Vuelta a España teil, die er alle beendete. Nach dem Auslaufen seines Vertrages bei Lampre 2004 fand er zunächst kein neues Team. Erst im Frühjahr 2005 konnte er bei Acqua & Sapone-Adria Mobil unterzeichnen. Nach Ende der Saison 2005 beendete er seine Profikarriere.
Insgesamt nahm Piccoli zweimal an der Tour de France, dreizehnmal am Giro d’Italia und achtmal an der Vuelta teil. In seiner Profikarriere konnte er bei den drei großen Rundfahrten sechs Tageserfolge feiern, davon jeweils drei Siege beim Giro d’Italia sowie bei der Vuelta a España. Seine beste Platzierung im Gesamtklassement der drei großen Rundfahrten feierte er im Jahr 1995 mit dem 20. Platz beim Giro d’Italia.
Nach seiner Karriere eröffnete Piccoli ein Radgeschäft in seiner Heimatstadt Trient.
Im Dezember 2015 wurde er vom Verdacht des Dopings während seiner Zeit im Team Lampre im sogenannten „Lampre-Prozess“ freigesprochen.

## Erfolge
1995
- eine Etappe Polen-Rundfahrt
- eine Etappe Polen-Rundfahrt
- eine Etappe und Bergwertung Giro d’Italia
- eine Etappe Euskal Bizikleta

1996
- Bergwertung Giro d’Italia

1997
- eine Etappe Vuelta a España
- Gran Premio Industria e Commercio di Prato

1998
- eine Etappe und Punktewertung Giro d’Italia
- eine Etappe Rheinland-Pfalz-Rundfahrt

2000
- eine Etappe Giro d’Italia
- zwei Etappen Vuelta a España

## Grand-Tour-Platzierungen
| Grand Tour            | 1993 | 1994 | 1995 | 1996 | 1997 | 1998 | 1999 | 2000 | 2001 | 2002 | 2003 | 2004 | 2005 |
| --------------------- | ---- | ---- | ---- | ---- | ---- | ---- | ---- | ---- | ---- | ---- | ---- | ---- | ---- |
| Giro d’ItaliaGiro     | 84   | 89   | 20   | 46   | 48   | 35   | 38   | 34   | 87   | 43   | –    | 59   | –    |
| Tour de FranceTour    | –    | –    | –    | 93   | –    | –    | 50   | –    | –    | –    | –    | –    | –    |
| Vuelta a EspañaVuelta | –    | –    | –    | –    | 48   | 77   | 58   | 50   | 102  | 102  | 99   | 105  | –    |